# Злегка недостатні числа
Злегка недостатнє число́ — недостатнє число, сума власних дільників якого менша самого числа рівно на одиницю. 
Злегка недостатніми числами є всі натуральні степені числа 2. У наш час[коли?] невідомо чи існують інші злегка недостатні числа.